# Naxa seriaria
Naxa seriaria là một loài bướm đêm trong họ Geometridae.